# Villoncourt
Villoncourt ist eine französische Gemeinde mit 100 Einwohnern (Stand 1. Januar 2022) im Département Vosges in der Region Grand Est (bis 2015 Lothringen). Sie gehört zum Arrondissement Épinal, zum Kanton Bruyères und zum Gemeindeverband Agglomération d’Épinal.

## Geografie
Die Gemeinde Villoncourt liegt etwa sieben Kilometer nordöstlich von Épinal. Durch das Gemeindegebiet fließt der Durbion.
Nachbargemeinden sind Badménil-aux-Bois im Norden, Padoux im Nordosten, Sercœur im Osten, Dignonville im Süden und Bayecourt im Westen.

## Bevölkerungsentwicklung
| Jahr      | 1962 | 1968 | 1975 | 1982 | 1990 | 1999 | 2006 | 2019 |
| Einwohner | 89   | 84   | 83   | 83   | 88   | 83   | 93   | 109  |

## Sehenswürdigkeiten

Kirche Saint-Sylvestre

- Kirche Saint-Sylvestre